# 苻朗
苻 朗（ふ ろう、? - 389年）は、五胡十六国時代前秦の皇族である。字は元達。第3代君主苻堅の従兄（伯父の子）の行唐公苻洛の子。

## 生涯
才識豊かで物事に広く通じていたが、その一方で自由奔放で世俗と交わる事を好まない性格であった。幼い頃から高尚にして遠大な節操を持っていたが、その時々の栄華に価値を見出さなかった。
苻堅はかつて彼を目にすると「我が家の千里の駒である」と評したという。
建元16年（380年）に父の苻洛は反乱を起こすも失敗し、涼州へ流罪となったが、苻朗がその罪を被る事は無かった。
建元18年（382年）8月、苻堅により使持節・都督青徐兗三州諸軍事・鎮東将軍・青州刺史に任じられ、楽安男に封じられた。苻朗はこれを快く思わなかったが、やむなく官に就いた。
方伯（地方を預かる諸侯）となったものの、その振る舞いは庶民のようであり、一心不乱に経書を学び、巻を手放す事はなかった。いつも談論を好んで玄理（奥深い真理）を語り合い、日が暮れるのに気づかない程であった。また、各地の山を登って川を渡り歩き、熱中する余り衰老するのも忘れる程であった。
ただその一方で刺史としても立派に職をこなし、在任中には多大なる治績を挙げたという。
建元20年（384年）10月、東晋の謝玄は陰陵郡太守高素を派遣して青州へ侵攻させた。高素軍が琅邪へ到達すると、苻朗は彭城にいる謝玄へ使者を派遣して降伏を要請した。謝玄はこれを聞き入れ、詔により員外散騎侍郎に任じられた。苻朗が建康へ到着すると、その風流（上品で優雅な様）や世事を超脱している様は当代で並ぶ者がおらず、彼自身もこれを自負していた。その志は万物を凌駕しており、これと語り合う事が出来たのはごく僅かであった。驃騎長史王忱は江東における俊英であり、彼もまた苻朗の評判を聞いてその家を詣でようとしたが、苻朗は病と称して会わなかった。その為、沙門竺法汰は苻朗へ「王吏部（王国宝）の兄弟には会われないのですか」と問うと、苻朗は 「吏部とは誰の事だ。人面にして狗心、狗面にして人心の兄弟の事であろうか」と答えた。王忱は顔は醜かったが才能を有し、その兄である王国宝は美しい容貌を持っていたが、才能は王忱に劣っていた。故に、苻朗はこのように言ったのである。これを聞いた竺法汰は悵然として自失したという。苻朗が人の機嫌を損ねたり、軽んじて侮る様は、いずれもこのようであった。 
謝安は宴を開くと苻朗はいつもこれに招かれた。朝士で座は埋め尽くされ、机・褥・壺・席が並べられた。苻朗はこれを見ていつも満足げな表情を浮かべたという。小児に跪かせて口を開けさせ、唾をそこに吐いた。しばらくして、また同じような事を行った。座にいた者はみなこれに遠く及ばないと感じたという。 
また、苻朗は舌も肥えており、塩や酢・肉についてはいずれも味の違いを分ける事が出来た。会稽王司馬道子は苻朗の為に豪華な料理を用意し、いずれも江東の食材を極めたものであった。苻朗が食べ終えると、司馬道子は「関中の食はこれと比べてどうかね」と問うと、苻朗は「どれも素晴らしいものです。ただ、少し塩気が足りていないかと存じます」と答えた。司馬道子はこれを宰夫（料理人）に尋ねると、その通りの答えが返ってきた。ある人が鶏を殺して料理し、苻朗へ勧めたところ、苻朗は「この鶏はいつも日中は外で飼われていたものだな」と述べた。これを調べたところ、まさしくその通りであった。また、鵞（ガチョウ）の肉を食べると、それが白い個体か黒い個体かを言い当てた。人はこれを信じなかったが、これを記録して確認してみた所、僅かな誤りすらなかった。時の人はみな善く味を知っているとして称賛した。 
数年後、王国宝は苻朗を讒言して死刑に陥れた。この時、王忱は荊州刺史に任じられようとしていたが、苻朗の処刑を見るまで敢えてこの人事を留めたという。苻朗は刑に臨んでも自若としており、心も態度も何一つ変わらなかったといい、そればかりか詩まで作ったという。
著書に『苻子』数10篇があり、老・荘の流れを汲む内容であったといわれ。 これらは世に流行したという。